# Liste des œuvres écrites par et sur Pierre Bourdieu
Cet article fournit une liste des œuvres écrites par et sur le sociologue français Pierre Bourdieu.

## Œuvres
Cette bibliographie s'organise selon un classement thématique et chronologique.

### Sur l'Algérie
- Pierre Bourdieu, Sociologie de l'Algérie, Paris, Presses Universitaires de France, coll. « Que sais-je ? » (no 802), 1958, 127 p.
- Pierre Bourdieu et Abdelmalek Sayad, Le déracinement : la crise de l'agriculture traditionnelle en Algérie, Paris, Les Éditions de Minuit, coll. « Grands documents » (no 14), 1964, 225 p.
- Pierre Bourdieu, Esquisse d'une théorie de la pratique précédé de Trois études d'ethnologie kabyle, Genève, Droz, 1972, 269 p. — Cf. Esquisse d'une théorie de la pratique et Trois études d'ethnologie kabyle
- Pierre Bourdieu, « Le sens pratique », Actes de la recherche en sciences sociales, vol. 2, no 1,‎ février 1976, p. 2-31
- Pierre Bourdieu, Algérie 60 : structures économiques et structures temporelles, Paris, Les Éditions de Minuit, coll. « Grands documents », 1977, 123 p. — Version abrégée de : Pierre Bourdieu, Alain Darbel, Jean-Paul Rivet et Claude Seibel, Travail et travailleurs en Algérie, Paris - La Haye, Mouton, 1963, 566 p. (ISBN 2-7073-0157-4)
- Pierre Bourdieu, Le Sens pratique, Paris, Les Éditions de Minuit, coll. « Le sens commun », 1980, 475 p. (ISBN 2-7073-0298-8)

### Sociologie générale
- Pierre Bourdieu, Jean-Claude Chamboredon et Jean-Claude Passeron, Le métier de sociologue : Préalables épistémologiques, Paris, Mouton de Gruyter, 1968, 357 p. (ISBN 3-11-017429-4, lire en ligne)
- Pierre Bourdieu, « Sur le pouvoir symbolique », Annales, vol. 32, no 3,‎ 1977, p. 405-411 (DOI 10.3406/ahess.1977.293828)
- Pierre Bourdieu, Le Sens pratique, Paris, Les Éditions de Minuit, coll. « Le sens commun », 1980, 475 p. (ISBN 2-7073-0298-8)
- « Entretien avec Pierre Bourdieu : la sociologie est-elle une science ? », Recherche, no 112,‎ juin 1980, p. 735-743
- Pierre Bourdieu, Questions de sociologie, Paris, Les Éditions de Minuit, coll. « Documents », 1980, 268 p. (ISBN 2-7073-0325-9)
- Pierre Bourdieu, Leçon inaugurale faite le vendredi 23 avril 1982, Paris, Collège de France, 1982, 36 p.
- Pierre Bourdieu, « La force du droit. Pour une sociologie du champ juridique », Actes de la recherche en sciences sociales, no 64,‎ septembre 1986, p. 3-19
- Pierre Bourdieu, Choses dites, Paris, Les Éditions de Minuit, coll. « Le sens commun », 1987, 229 p. (ISBN 2-7073-1122-7)
- Pierre Bourdieu et Roger Chartier, Le sociologue et l'historien, Marseille - Paris, Agone & Raisons d'agir, 2010
- Pierre Bourdieu et Jacques Bass, « Que faire de la sociologie ? », CFDT aujourd'hui, no 100,‎ mars 1991, p. 111-124
- (en) Pierre Bourdieu et James Samuel Coleman, Social theory for a changing society, New York - Boulder (CO, É.-U.), Russell Sage Foundation - Westview, 1991, 389 p. (ISBN 0-8133-1194-2)
- (en) Pierre Bourdieu et Terry Eagleton, « Doxa and common life », New Left Review, no 191,‎ février 1992, p. 111-121
- Pierre Bourdieu et Loïc Wacquant, Réponses : pour une anthropologie réflexive, Paris, Seuil, 1992, 267 p. (ISBN 2-02-014675-4)
- Pierre Bourdieu, Raisons pratiques : sur la théorie de l'action, Paris, Seuil, 1994, 251 p. (ISBN 2-02-030026-5)
- Pierre Bourdieu et Raphaël Lutz, « Sur les rapports entre la sociologie et l'histoire en Allemagne et en France », Actes de la recherche en sciences sociales, nos 106-107,‎ mars 1995, p. 108-122
- « Un sociologue dans le monde : rencontre avec Pierre Bourdieu », Revue d'études palestiniennes, no 22,‎ hiver 2000, p. 3-13

### Sociologie de la culture, de l'enseignement et des médias
- Pierre Bourdieu, Jean-Claude Passeron et Michel Eliard, Les étudiants et leurs études, Paris, Mouton, 1964, 150 p.
- Pierre Bourdieu et Jean-Claude Passeron, Les héritiers : les étudiants et la culture, Paris, Les Éditions de Minuit, coll. « Grands documents » (no 18), 1964, 183 p.
- Pierre Bourdieu (dir.), Robert Castel (dir.), Luc Boltanski et Jean-Claude Chamboredon (préf. Philippe de Vendeuvre), Un art moyen : Essai sur les usages sociaux de la photographie, Paris, Les Éditions de Minuit, coll. « Le sens commun », 1965, 368 p. (ISBN 978-2-7073-0029-4)
- Pierre Bourdieu, « L'école conservatrice. Les inégalités devant l'école et devant la culture », Revue française de sociologie, vol. 7, no 3,‎ juillet-septembre 1966, p. 325-347
- Pierre Bourdieu, « Champ intellectuel et projet créateur », Temps modernes, no 246,‎ novembre 1966, p. 865-906
- Pierre Bourdieu et Alain Darbel, L'amour de l'art : Les musées et leur public, Paris, Les Éditions de Minuit, coll. « Le sens commun », 1966
- Pierre Bourdieu et Viviane Isambert-Jamati, « Sociologie de l'éducation », Revue française de sociologie, t. 1 « Numéro spécial »,‎ 1967, p. 1-166
- Pierre Bourdieu et Viviane Isambert-Jamati, « Sociologie de l'éducation », Revue française de sociologie, t. 2 « Numéro spécial »,‎ 1968, p. 167-302
- Pierre Bourdieu et Jean-Claude Passeron, « L'examen d'une illusion », Revue française de sociologie,‎ 1968, p. 227-253
- Pierre Bourdieu et Jean-Claude Passeron, La reproduction : Éléments d’une théorie du système d’enseignement, Paris, Les Éditions de Minuit, coll. « Le sens commun », 1970, 284 p. (ISBN 2-7073-0226-0 et 9782707302267)
- Pierre Bourdieu et Monique de Saint-Martin, « L'excellence scolaire et les valeurs du système d'enseignement français », Annales, Paris, vol. 25, no 1,‎ janvier-mars 1970, p. 147-175
- Pierre Bourdieu, « L'invention de la vie d'artiste », Actes de la recherche en sciences sociales, vol. 1,‎ mars 1975, p. 67-94 (lire en ligne)
- Pierre Bourdieu, « Les intellectuels dans le champ de la lutte des classes », La nouvelle critique, vol. 10, no 87,‎ 1975, p. 66-69
- Pierre Bourdieu et Luc Boltanski, « La production de l'idéologie dominante », Actes de la recherche en sciences sociales, vol. 2, nos 2-3 « Numéro spécial »,‎ 1976, p. 4-73
- Pierre Bourdieu et Luc Boltanski, « Les professeurs de l'Institut d'études politiques », Actes de la recherche en sciences sociales, vol. 2, nos 2-3,‎ 1976, p. 66-69
- Pierre Bourdieu et Luc Boltanski, « Un jeu chinois : notes pour une critique sociale du jugement », Actes de la recherche en sciences sociales, vol. 2, no 4,‎ septembre 1976, p. 91-101.
- Pierre Bourdieu et Monique de Saint-Martin, « Anatomie du goût », Actes de la recherche en sciences sociales, vol. 2, no 5,‎ octobre 1976, p. 4-112
- Pierre Bourdieu, « La production de la croyance : contribution à une économie des biens symboliques », Actes de la recherche en sciences sociales, no 13,‎ février 1977, p. 3-44
- Pierre Bourdieu, « Classement, déclassement, reclassement », Actes de la recherche en sciences sociales, no 24,‎ novembre 1978, p. 2-22
- Pierre Bourdieu, La distinction : critique sociale du jugement, Paris, Les Éditions de Minuit, 1979, 670 p. (ISBN 2-7073-0275-9)
- Pierre Bourdieu, « Où sont les terroristes ? », Esprit, nos 11-12,‎ novembre-décembre 1980, p. 253-258
- Pierre Bourdieu, « Épreuve scolaire et consécration sociale : les classes préparatoires aux grandes écoles », Actes de la recherche en sciences sociales, no 39,‎ septembre 1981, p. 3-70
- Pierre Bourdieu, Homo academicus, Paris, Les Éditions de Minuit, coll. « Le sens commun », 1984, 302 p. (ISBN 2-7073-0696-7)
- Pierre Bourdieu, « Propositions pour l'enseignement de l'avenir », Le Monde de l'éducation, no 116,‎ mai 1985, p. 62-68 — Texte intégral du rapport remis par Pierre Bourdieu au nom du Collège de France, à la demande du Président de la République.
- Pierre Bourdieu et Monique de Saint-Martin, « Agrégation et ségrégation : le champ des grandes écoles et le champ du pouvoir », Actes de la recherche en sciences sociales, no 69,‎ septembre 1987, p. 2-50
- Pierre Bourdieu, « Variants et invariants : éléments pour une histoire structurale du champ des grandes écoles », Actes de la recherche en sciences sociales, no 70,‎ novembre 1987, p. 3-30
- Pierre Bourdieu, La Noblesse d'État : grandes écoles et esprit de corps, Paris, Les Éditions de Minuit, coll. « Le sens commun », 1989, 568 p. (ISBN 2-7073-1278-9)
- (en) Pierre Bourdieu, « For a socio-analysis of intellectuals : on "Homo Academicus" », Berkeley Journal of Sociology, no 34,‎ 1989, p. 1-29
- Pierre Bourdieu, « Le champ littéraire », Actes de la recherche en sciences sociales, no 89,‎ septembre 1991, p. 4-46
- Pierre Bourdieu, Les règles de l'art : genèse et structure du champ littéraire, Seuil, 1992
- Pierre Bourdieu, Sur la télévision suivi de L'emprise du journalisme, Paris, Liber, coll. « Raisons d'agir », 1996, 95 p. (ISBN 2-912107-00-8) — Réunit deux cours télédiffusés du Collège de France.
- Pierre Bourdieu, « Une révolution conservatrice dans l'édition », Actes de la recherche en sciences sociales, nos 126-127,‎ mars 1999, p. 3-28
- Pierre Bourdieu, Sur Manet : Une révolution symbolique, Seuil/Raisons d'agir, coll. « Cours et travaux », 2013, 778 p.  — ouvrage édité par Pascale Casanova, Patrick Champagne, Christophe Charle, Franck Poupeau et Marie-Christine Rivière

### Langage
- Pierre Bourdieu et Luc Boltanski, « Le fétichisme de la langue », Actes de la recherche en sciences sociales, vol. 1, no 4,‎ juillet 1975, p. 2-32
- Pierre Bourdieu, Ce que parler veut dire : l'économie des échanges linguistiques, Paris, Fayard, 1982, 244 p. (ISBN 2-213-01216-4)
- Pierre Bourdieu, « Vous avez dit "populaire" ? », Actes de la recherche en sciences sociales, no 46,‎ mars 1983, p. 98-105
- (en) Pierre Bourdieu (trad. Gino Raymond et Matthew Adamson, préf. John B. Thompson), Language and symbolic power, Cambridge, Harvard university press, 1991, 302 p. (ISBN 0-674-51041-0, lire en ligne)
- Pierre Bourdieu (préf. John B. Thompson), Langage et pouvoir symbolique, Paris, Seuil, coll. « Points essais » (no 431), 2001, 423 p. (ISBN 2-02-050922-9) — Version revue et augmentée de textes publiés sous le titre : Ce que parler veut dire, 1983

### Classes sociales, famille, rapports hommes/femmes
- Pierre Bourdieu, « Les relations entre les sexes dans la société paysanne », Temps modernes, no 195,‎ août 1962, p. 307-331
- Pierre Bourdieu, « Les stratégies matrimoniales dans le système de reproduction », Annales, vol. 27, nos 4-5,‎ 1972, p. 1105-1127 (DOI 10.3406/ahess.1972.422586)
- Pierre Bourdieu, « Une classe objet », Actes de la recherche en sciences sociales, nos 17-18,‎ novembre 1977, p. 2-5
- Pierre Bourdieu et Monique de Saint-Martin, « Le patronat », Actes de la recherche en sciences sociales, nos 20-21,‎ mars-avril 1978, p. 3-82
- Pierre Bourdieu, « Espace social et genèse des classes », Actes de la recherche en sciences sociales, nos 52-53,‎ juin 1984, p. 3-12
- Pierre Bourdieu, « L'illusion biographique », Actes de la recherche en sciences sociales, vol. 62-63,‎ juin 1986, p. 69-72 (DOI https://doi.org/10.3406/arss.1986.2317)
- Pierre Bourdieu, « La domination masculine », Actes de la recherche en sciences sociales, no 84,‎ septembre 1998, p. 2-31
- Pierre Bourdieu, « Une vie perdue : entretien avec deux agriculteurs béarnais », Actes de la recherche en sciences sociales, no 90,‎ décembre 1991, p. 29-36
- Pierre Bourdieu, « À propos de la famille comme catégorie réalisée », Actes de la recherche en sciences sociales, no 100,‎ décembre 1993, p. 32-36
- Pierre Bourdieu (dir.), La misère du monde, Seuil, coll. « Points essais », 2007 (1re éd. 1993), 1 460 p. (ISBN 978-2-02-092092-6 et 2-02-092092-1)
- Pierre Bourdieu, La domination masculine, Paris, Seuil, coll. « Liber », 1998, 142 p. (ISBN 2-02-035251-6)

### Sociologie politique
- Pierre Bourdieu, « L'opinion publique n'existe pas », Temps modernes, vol. 29, no 318,‎ janvier 1973, p. 1 292-1 309
- Pierre Bourdieu, « Questions de politique », Actes de la recherche en sciences sociales, no 16,‎ septembre 1977, p. 55-89
- Pierre Bourdieu, « La représentation politique : éléments pour une théorie du champ politique », Actes de la recherche en sciences sociales, nos 36-37,‎ février-mars 1981, p. 3-24
- Pierre Bourdieu, « Décrire et prescrire : note sur les conditions de possibilité et les limites de l'efficacité politique », Actes de la recherche en sciences sociales, no 38,‎ mai 1981, p. 69-74
- Pierre Bourdieu et Monique de Saint-Martin, « La sainte famille : L'épiscopat français dans le champ du pouvoir », Actes de la recherche en sciences sociales, nos 44-45,‎ novembre 1982, p. 2-54
- Pierre Bourdieu, « La délégation et le fétichisme politique », Actes de la recherche en sciences sociales, nos 52-53,‎ juin 1984, p. 49-55
- Pierre Bourdieu, « Les sondages, une science sans savant », dans Choses dites, Paris, Les Éditions de Minuit, coll. « Le sens commun », 1987, 229 p. (ISBN 2707311227), p. 217-224
- Pierre Bourdieu, « Esprits d'État : genèse et structure du champ buraucratique », Actes de la recherche en sciences sociales, nos 96-97,‎ mars 1993, p. 49-62
- Pierre Bourdieu et Philippe Fritsch, Propos sur le champ politique, Lyon, Presses Universitaires de Lyon, 2000, 110 p. (ISBN 2-7297-0649-6)
- Pierre Bourdieu, Sur l'État : Cours au Collège de France 1989-1992, Paris, Seuil, coll. « Raisons d'agir », 2012, 650 p. (ISBN 978-2-02-066224-6)
- Pierre Bourdieu, L'Intérêt au désintéressement : Cours au Collège de France (1987-1989), Paris, Seuil, coll. « Raisons d'agir », 2022

### Sociologie économique
- Pierre Bourdieu, « L'économie de la maison », Actes de la recherche en sciences sociales, nos 81-82 « Numéro spécial »,‎ mars 1990, p. 2-96
- Pierre Bourdieu, « Le champ économique », Actes de la recherche en sciences sociales, no 119,‎ septembre 1997, p. 48-66
- Pierre Bourdieu, Les structures sociales de l'économie, Paris, Seuil, coll. « Liber », 2000, 289 p. (ISBN 2-02-041295-0)
- Pierre Bourdieu, Anthropologie économique : Cours au Collège de France (1992-1993), Paris, Seuil/Raisons d'agir, coll. « Cours et travaux », 2017, 352 p. (ISBN 9782021375961)

### Sociologie de la philosophie
- Pierre Bourdieu, « La lecture de Marx : à propos de "lire le Capital" », Actes de la recherche en sciences sociales, vol. 1, nos 5-6,‎ novembre 1975, p. 65-79
- Pierre Bourdieu, « Les sciences sociales et la philosophie », Actes de la recherche en sciences sociales, nos 47-48,‎ juin 1983, p. 45-52
- Pierre Bourdieu, « Field work in philosophy », dans Choses dites, Paris, Les Éditions de Minuit, coll. « Le sens commun », 1987, 229 p. (ISBN 2707311227), p. 13-46
- Pierre Bourdieu, L'ontologie politique de Martin Heidegger, Paris, Les Éditions de Minuit, coll. « Le sens commun », 1988, 122 p. (ISBN 2-7073-1166-9)
- Pierre Bourdieu, Méditations pascaliennes, Paris, Seuil, coll. « Liber », 1997, 316 p. (ISBN 2-02-032002-9)

### Écrits militants
- Pierre Bourdieu, Thomas Ferenczi, Roger-Pol Droit et al., « Démocratie effective et contre-pouvoir critique », Lignes, no 15,‎ mars 1992, p. 36-44
- Pierre Bourdieu, Contre-feux : propos pour servir à la résistance contre l'invasion néo-libérale, Paris, Liber, coll. « Raisons d'agir », 1998, 125 p. (ISBN 2-912107-04-0)
- Pierre Bourdieu, Contre-feux 2 : pour un mouvement social européen, Paris, Raisons d'agir, 2001, 108 p. (ISBN 2-912107-13-X)
- Pierre Bourdieu et Loïc Wacquant, « Sur les ruses de la raison impérialiste », Actes de la recherche en sciences sociales, nos 121-122,‎ mars 1998, p. 109-118
- Pierre Bourdieu (trad. de l'allemand), Les perspectives de la protestation : la résistance sociale outre-Rhin, foyer d'une autre Europe, Paris, Syllepse, 1998, 184 p. (ISBN 2-907993-85-2)
- Pierre Bourdieu, « Mondialisation et domination : de la finance à la culture », Cités, no 51,‎ mars 2012, p. 129-134 (DOI 10.3917/cite.051.0129, lire en ligne)  — Entretien réalisé avec Bertrand Chung en janvier 2000 au Collège de France.

## Sur son œuvre

### Généralités
- Jean Baudouin, Pierre Bourdieu : Quand l’intelligence entrait enfin en politique ! 1982-2002, Paris, Le Cerf, 2012, 122 p.
- Jean-Philippe Cazier (dir.), Abécédaire de Pierre Bourdieu, Mons, Éditions Sils Maria, 2007, 222 p. (ISBN 978-2-930242-55-2 et 2-930242-55-8)
- Jeffrey C. Alexander (trad. de l'anglais par Nathalie Zaccaï-Reyners et Julie Lejeune), La réduction : critique de Bourdieu, Paris, Le Cerf, coll. « Humanités », 2000, 141 p. (ISBN 2-204-06416-5)
- Collectif, « Autour de Pierre Bourdieu », Actuel Marx, Paris, no 20,‎ juin-décembre 1996, p. 7-147
- Collectif, « Le monde selon Bourdieu », Sciences humaines, Auxerre, no 105,‎ mai 2000, p. 23-36
- Collectif, « L'œuvre de Pierre Bourdieu », Sciences humaines, Auxerre « Numéro spécial consacré à Pierre Bourdieu »,‎ 2002, p. 1-109
- (en) Collectif, « Pierre Bourdieu », French Cultural Studies, Chalfont St. Giles, vol. 4, no 12 « Numéro spécial consacré à Pierre Bourdieu »,‎ octobre 1993, p. 205-304
- Collectif, « Pierre Bourdieu », Critique, vol. 51, nos 579-580,‎ août-septembre 1995, p. 547-703
- Collectif, « Pierre Bourdieu, l'intellectuel dominant ? », Magazine littéraire, no 369,‎ octobre 1998, p. 18-70
- (en) Jacques Coenen-Huther, « The paths of recognition : Boudon, Bourdieu and the "second market" of intellectuals », International Journal of Contemporary Sociology, vol. 35, no 2,‎ octobre 1998, p. 208-216
- (en) Ciaran Cronin, « Bourdieu and Foucault on power and modernity », Philosophy & Social Criticism, vol. 22, no 6,‎ novembre 1996, p. 55-85
- Jean-Hugues Déchaux, « N. Elias et P. Bourdieu : analyse conceptuelle comparée », Archives européennes de sociologie, vol. 34, no 2,‎ 1993, p. 364-385
- (en) Ghassan Hage, « Pierre Bourdieu in the nineties : between the church and the atelier », Theory and Society, vol. 23, no 3,‎ juin 1994, p. 419-440
- Nathalie Heinich, Pourquoi Bourdieu, Paris, Gallimard, coll. « Le Débat », 2007, 188 p. (ISBN 978-2-07-078599-5 et 2-07-078599-8)
- Collectif, « Les historiens et la sociologie de Pierre Bourdieu », Bulletin de la SHMC, nos 3-4,‎ 1999, p. 4-27
- (en) Richard Harker, Cheleen Maher et Chris Wilkes, An introduction to the work of Pierre Bourdieu : the practice of theory, Basingstoke, Macmillan, 1990 (ISBN 0-333-52476-4)
- (en) Jeremy F. Lane, Pierre Bourdieu : a critical introduction, Londres, Pluto Press, coll. « Modern European thinkers », 2000, 228 p. (ISBN 0-7453-1501-1, lire en ligne)  — Version remaniée de la thèse de l'auteur
- (en) Jeremy F. Lane, « "Un étrange retournement" : Pierre Bourdieu and the French republican tradition », Modern & Contemporary France, vol. 7, no 4,‎ novembre 1999, p. 457-470
- Olivier Mongin et Joël Roman, « Le populisme version Bourdieu ou la tentation du mépris », Esprit, no 7,‎ juillet 1998, p. 158-175
- Pierre Mounier, Pierre Bourdieu, une introduction, Paris, Pocket, coll. « Agora » (no 231), 2001, 282 p. (ISBN 2-266-10275-3)
- Louis Pinto, Pierre Bourdieu et la théorie du monde social, Paris, Albin Michel, coll. « Idées », 1999, 263 p. (ISBN 2-226-10678-2)
- Valéry Rasplus, « Pierre Bourdieu et notre temps », Raison présente, no 162,‎ 2e trimestre 2007, p. 99-106
- (en) Keith Topper, « Not so trifling nuances : Pierre Bourdieu, symbolic violence and the perversions of democracy », Constellations, Oxford, vol. 8, no 1,‎ mars 2001, p. 30-56
- Jeannine Verdès-Leroux, Le savant et la politique : essai sur le terrorisme sociologique de Pierre Bourdieu, Paris, Grasset, 1998, 248 p. (ISBN 2-246-56531-6)
- Gérard Mauger (textes rassemblés par), Rencontres avec Pierre Bourdieu, Broissieux, Éditions du Croquant, 2005, 684 p. (ISBN 2-914968-13-2)
- « Le Symbolique et le Social. La réception internationale de la pensée de Pierre Bourdieu », dans Jacques Dubois, Pascal Durand et Yves Winkin (sous la direction de), Actes du colloque de Cerisy-la-Salle, Liège, Éditions de l'Université de Liège, coll. « Sociopolis », 2005, 323 p. (ISBN 2930322934)
- Louis Pinto, Gisèle Sapiro et Patrick Champagne (dir.), Pierre Bourdieu, sociologue, Paris, Fayard, coll. « La couleur des idées », 2004, 469 p. (ISBN 2-213-62119-5)
- Jacques Bouveresse et Daniel Roche (dir.), La liberté par la connaissance. Pierre Bourdieu (1930-2002), Paris, Odile Jacob, coll. « Collège de France », 2004
- Pierre Encrevé et Rose-Marie Lagrave (dir.), Travailler avec Bourdieu, Paris, Flammarion, coll. « Champs », 2004, 363 p. (ISBN 2-08-080112-0)
- Jacques Bouveresse, Bourdieu, savant & politique, Marseille, Agone, coll. « Banc d'essais », 2003
- Gisèle Sapiro (dir.), Dictionnaire international Bourdieu, Paris, CNRS Éditions, coll. « CNRS Dictionnaires », 5 novembre 2020, 1000 p. (ISBN 978-2-271-08203-9)

### Sociologie générale
- Alain Accardo, Introduction à une sociologie critique : lire Bourdieu, Marseille, Agone, 2006 (1re éd. 1983)
- Alain Caillé, « Pierre Bourdieu et la valeur des personnes », Bulletin du Mauss, no 24,‎ décembre 1987, p. 129-144 — La recherche de Bourdieu évite soigneusement de se poser les problèmes de l'évolution des structures sociales.
- Alain Caillé, « La sociologie de l'intérêt public est-elle intéressante ? : à propos de l'utilisation du paradigme économique en sociologie », Sociologie du travail, vol. 23, no 3,‎ juillet-septembre 1981, p. 257-574
- Philippe Corcuff, Bourdieu autrement. Fragilités d'un sociologue de combat, Paris, Éditions Textuel, 2003, 144 p. (ISBN 2-84597-074-9)
- Olivier Corpet, « Les charmes discrets de la sociologie : Bourdieu, Touraine, Morin », Études,‎ mai 1985, p. 641-654
- Michel Crozier, « La sociologie est-elle une science ? », La Recherche, Paris, no 118,,‎ janvier 1981, p. 105
- Denis Duclos, « Redéfinir les objets de la sociologie », Esprit, nos 8-9,‎ septembre 1986, p. 102-117
- Pierre Favre, Méthodes des sciences sociales : l'exemple de la sociologie de Pierre Bourdieu, Université de Clermont 1, Faculté de droit et de science politique, 1979, 218 p. — Cours DEA de politique comparée, 1978-79
- (en) Anthony Free, « The anthropology of Pierre Bourdieu : a reconsideration », Critique of Anthropology, vol. 16, no 4,‎ décembre 1996, p. 395-416
- Jacques Hamel, « Les partis pris méthodologiques de Pierre Bourdieu et d'Alain Touraine », La Pensée, no 317,‎ janvier-mars 1999, p. 69-86
- (en) Collectif, « Intellectuals and the 90s », Contemporary French Civilization, vol. 24, no 2 « Numéro spécial »,‎ été 2000, p. 169-379
- (en) Gregor McLennan, « "Fin de sociologie ?" : The dilemmas of multidimensional social theory », New Left Review, no 230,‎ juillet-août 1998, p. 58-90
- Nonna Mayer, « L'entretien selon Pierre Bourdieu : analyse critique de "La misère du monde" », Revue française de sociologie, vol. 36, no 2,‎ avril-juin 1995, p. 355-370
- Jean-Claude Monod, « Les deux mains de l'État : remarques sur la sociologie de la misère de Pierre Bourdieu », Esprit, nos 8-9,‎ septembre 1995, p. 156-171
- Collectif, « Norme, règle, habitus et droit chez Bourdieu », Droit et société, no 32,‎ 1996, p. 7-73
- (en) Collectif, « Pierre Bourdieu's thought in contemporary social sciences », International Journal of Contemporary Sociology, vol. 33, no 2,‎ octobre 1996, p. 137-254
- (en) Derek Robbins, The work of Pierre Bourdieu : recognizing society, Milton Keynes, Open University Press, 1991, 220 p. (ISBN 0-335-09927-0)
- Collectif, « Sociologies », Futur antérieur, Paris, nos 19-20,‎ 1993, p. 25-206
- Bernard Lahire (dir.), Le travail sociologique de Pierre Bourdieu : dettes et critiques, Paris, La Découverte, coll. « Textes à l'appui », 1999, 257 p. (ISBN 2-7071-3086-9)
- Collectif et Philippe Corcuff (conseiller scient.), Pierre Bourdieu : les champs de la critique, Paris, Bibliothèque Publique d'Information du Centre Pompidou, 2004, 284 p. (ISBN 2-84246-080-4)
- Edouard Louis (dir.), Pierre Bourdieu : L'insoumission en héritage, Paris, Presses Universitaires de France, 2013, 200 p.

### Sociologie de la culture et des médias
- (en) Benson et D. Rodney, « Making the media see red. Pierre Bourdieu's campaign against television journalism », French Politics and Society, vol. 16, no 2,‎ printemps 1998, p. 59-65
- (en) Benson, D. Rodney et Érik Neveu (éds.), Bourdieu and the Journalistic Field, Cambridge (UK), Polity Press, 2005
- (en) Bonnie H. Erickson, « Culture, class and connections », American Journal of Sociology, vol. 102, no 1,‎ octobre 1996, p. 217-251
- Jean-Louis Fabiani, Emmanuel Ethis et Emmanuel Pedler, « À propos de "Sur la télévision" de Pierre Bourdieu », Cahiers Vilfredo Pareto, t. 35, no 109,‎ 1997, p. 167-170
- (en) Bridget Fowler, Pierre Bourdieu and cultural theory : critical investigations, Londres, Sage, coll. « Theory, culture and society », 1997, 200 p. (ISBN 0-8039-7625-9, lire en ligne)
- (en) David Gartman, « Culture as class symbolization or mass reification ? : a critique of Bourdieu's "Distinction" », American Journal of Sociology, vol. 97, no 2,‎ septembre 1991, p. 421-447
- (en) Michael Grenfell et David James, Bourdieu and education : acts of practical theory, Londres, Taylor and Francis, 1998, 202 p. (ISBN 0-7484-0739-1)
- Léo H. Hoek, « La télévision regardée par P. Bourdieu et J.-P. Toussaint », Communication et langages, no 128,‎ juin 2001, p. 5-14
- (en) Christian Joppke, « The cultural dimension of class formation and class struggle : on the social theory of Pierre Bourdieu », Berkeley journal of sociology, no 31,‎ 1986, p. 53-77
- Geoffroy de Lagasnerie, L'Empire de l'Université. Sur Bourdieu, les intellectuels et le journalisme, Paris, Éditions Amsterdam, 2007
- (en) Philippe Marlière, « The rules of the journalistic field : Pierre Bourdieu's contribution to the sociology of the media », European Journal of Communication, Londres, vol. 13, no 2,‎ juin 1998, p. 219-234
- Philippe Masson, « La fabrication des "Héritiers" », Revue française de sociologie, vol. 42, no 3,‎ juillet-septembre 2001, p. 477-507
- (en) Nicholas Brown et Imre Szeman, Pierre Bourdieu : fieldwork in culture, Lanham (MD, É.-U.), Rowman and Littlefield, coll. « Culture and education series », 2000, 253 p. (ISBN 0-8476-9389-9)
- Philippe Raynaud, « La sociologie contre le droit », Esprit, no 3,‎ mars 1980, p. 82-93
- (en) Bridget Fowler, Reading Bourdieu on society and culture, Oxford - Malden, MA, Blackwell, coll. « The Sociological Review monograph », 2000, 237 p. (ISBN 0-631-22186-7)
- (en) Derek Robbins, Bourdieu and culture, Londres, Sage, 2000, 156 p. (ISBN 0-7619-6044-9, lire en ligne)
- Daniel Schneidermann, Du journalisme après Bourdieu, Paris, Fayard, 1999, 143 p. (ISBN 2-213-60398-7)
- (en) Pekka Sulkunen, « Society made visible : on the cultural sociology of Pierre Bourdieu », Acta sociologica, vol. 25, no 2,‎ 1982, p. 103-115
- (en) David Swartz, « Bridging the study of culture and religion : Pierre Bourdieu's political economy of symbolic power », Sociology of Religion, vol. 57, no 1,‎ printemps 1996, p. 71-85
- (en) David Swartz, Culture and power : the sociology of Pierre Bourdieu, Chicago, University of Chicago Press, 1997, 333 p. (ISBN 0-226-78595-5, lire en ligne)
- (en) Loïc Wacquant, « From ideology to symbolic violence : culture, class and consciousness in Marx and Bourdieu », International Journal of Contemporary Sociology, vol. 30, no 2,‎ octobre 1993, p. 125-142
- (en) Loïc Wacquant, « On the tracks of symbolic power : prefatory notes to Bourdieu's "State nobility" », Theory, Culture & Society, vol. 10, no 3,‎ août 1993, p. 1-18
- Eveline Pinto (dir.), Penser l'art et la culture avec les sciences sociales. En l’honneur de Pierre Bourdieu, Paris, Publications de La Sorbonne, 2002
- Philippe Coulangeon (dir.) et Julien Duval (dir.), Trente ans après La Distinction, de Pierre Bourdieu, Paris, La Découverte, coll. « Recherches », 2013, 272 p. (ISBN 9782707176677)

### Classes sociales, famille, rapports homme/femme
- Collectif, « "La domination masculine" de Pierre Bourdieu », Travail, genre et sociétés, no 1,‎ 1999, p. 201-234
- Philippe Genestier, « Misérabilisme ou populisme ? Une aporie des sciences sociales », Revue du MAUSS, vol. 4,‎ 2e sem. 1994, p. 230-251
- Gérard Grunberg et Étienne Schweisguth, « Bourdieu et la misère : une approche réductionniste », Revue française de science politique, vol. 46, no 1,‎ février 1996, p. 134-155
- (en) Leslie McCall, « Does gender fit? Bourdieu feminism and conceptions of social order », Theory and Society, vol. 21, no 6,‎ 1992, p. 837-867
- Collectif, « Sur "la domination masculine" : réponses à Pierre Bourdieu », Temps modernes, vol. 54, no 604,‎ mai-juillet 1999, p. 286-358

### Sociologie du politique
- Addi Lahouari, « Violence symbolique et statut du politique dans l'œuvre de Pierre Bourdieu », Revue française de science politique, vol. 51, no 6,‎ 2001-12), p. 949-963
- (it) Gianvito Brindisi, « La sociologia del campo giuridico di Pierre Bourdieu », www.kainos-portale.com, no 9,‎ 2009 (lire en ligne)
- (en) Alex Callinicos, « Social theory put to the test of politics : Pierre Bourdieu and Anthony Giddens », New Left Review, no 236,‎ juillet-août 1999, p. 77-102
- Jean-Yves Caro, « La sociologie de Pierre Bourdieu : éléments pour une théorie du champ politique », Revue française de science politique, vol. 30, no 6,‎ décembre 1980, p. 1 171-1 197
- Daniel Cefaï, « France, décembre 1995 : radiographie d'un débat public », Mana, no 7 « numéro spécial »,‎ janvier-juin 2000, p. 91-107
- (en) Éric Fassin, « Two cultures ? French intellectuals and the politics of culture in the 1980s », French Politics and Society, vol. 14, no 2,‎ printemps 1996, p. 9-16
- Henri Maler, « À propos de "La Misère du Monde" : politique de la sociologie », Futur antérieur, Paris, nos 19-20,‎ 1993, p. 65-87
- Lilian Mathieu, « La politique comme compétence : Pierre Bourdieu et la démocratie », Contretemps, no 3,‎ février 2002, p. 135-147
- Michel Offerlé, « Engagement sociologique : Pierre Bourdieu en politique », Regards sur l'actualité, no 248,‎ février 1999, p. 37-50
- (en) Dick Pels, « Knowledge politics and anti-politics : toward a critical appraisal of Bourdieu's concept of intellectual autonomy », Theory and Society, vol. 24, no 1,‎ février 1995, p. 79-104
- (en) Collectif, « Public opinion polling : critical perspectives », International Journal of Public Opinion Research, vol. 4, no 3,‎ automne 1992, p. 203-255
- Collectif, « Questions d'entretien », Politix, Paris, no 35,‎ janvier-mars 1996, p. 189-258

### Philosophie
- Paul Ladrière, Pour une sociologie de l'éthique, Paris, PUF, coll. « Sociologie d'aujourd'hui », 2001, 454 p. (ISBN 2-13-050989-4)
- (en) Collectif, « Pierre Bourdieu's "Méditations pascaliennes" », European Journal of Social Theory, vol. 2, no 3,‎ août 1999, p. 275-340